# Ein Lächeln nachts um vier
Ein Lächeln nachts um vier ist ein deutscher Fernsehfilm des Regisseurs Jan Růžička aus dem Jahr 2017. Der Liebesfilm aus der ZDF-Herzkino-Reihe basiert auf einem gemeinsamen Drehbuch der Autoren Manfred Kosmann, Stephanie Blöbaum und Hardi Sturm und handelt von der Anwältin Jule und dem Schauspieler Max, gespielt von Natalia Belitski und August Wittgenstein, die sich in der Adventszeit auf einem Weihnachtsmarkt kennenlernen und in den Folgejahren immer wieder zufällig zu Weihnachten aufeinander treffen.
Realisiert wurde der Spielfilm von der Relevant Film Produktionsgesellschaft im Auftrag des ZDF. Die Dreharbeiten fanden im Februar und März 2017 in Hamburg und bei Jork im Alten Land statt. Neben Belitski und Wittgenstein konnten unter anderem Cornelia Froboess, Tilo Prückner, Lucie Heinze und Nicholas Reinke für die Produktion verpflichtet werden. Bei Erstausstrahlung am 10. Dezember 2017 im ZDF stieß der Weihnachtsfilm bei Kritikern und Zuschauern auf gleichermaßen positive Resonanz.

## Handlung
Jules Eltern starben sehr früh bei einem Autounfall. Deshalb wuchs sie in der Nähe von Hamburg bei ihren Großeltern Rosi und Walter auf, die sie sehr gut auf das Leben vorbereitet haben. Auch wenn ihrer Meinung nach das Leben nicht planbar ist, haben sie sich redlich bemüht ihre Enkelin auf den richtigen Weg zu bringen. Mittlerweile hat sie ihr Jura-Examen bestanden und das feste Ziel vor Augen, im Ausland ihre ersten beruflichen Erfahrungen zu sammeln. Das Vorstellungsgespräch für diesen ersten wichtigen Job ist allerdings genau zu ihrem Geburtstag kurz vor Weihnachten, weshalb sie die kleine Feier mit ihren Freunden Daniel, Sebastian und Lexa sehr früh verlässt, um ausgeschlafen zu sein. Wie es der Zufall will begegnet ihr an diesem Abend Max, ein junger Schauspieler, der gerade ehrenamtlich als Weihnachtsmann arbeitet. Beide sind sich auf den ersten Blick sympathisch und verbringen die nächsten Stunden mit Reden, bis nachts um vier Jules Handywecker klingelt. Sie stellt sich immer an ihrem Geburtstag den Wecker auf vier Uhr, um sich auf ihr neues Lebensjahr zu freuen. Das bringt ihr tatsächlich den ersehnten Job, was allerdings bedeutet, von Max auch wieder Abschied zu nehmen. Doch da sie einen klaren Plan von ihrem Leben hat, geht sie ihren Weg und lässt Max zurück.
Nach einem Jahr begegnen sie sich wieder. Wieder ist es Advent und Jule hat beschlossen ihren Job aufzugeben und vorerst in Hamburg zu bleiben, weil ihr Großvater einen Schlaganfall erlitten hat. Daher möchte sie die Zeit, die sie mit ihren Großeltern noch hat nutzen, um in ihrer Nähe zu sein. Als sie Max diese frohe Botschaft überbringen will, muss sie nun von ihm hören, dass er für längere Zeit nach Los Angeles geht. Nun bleibt Jule enttäuscht zurück. Im Laufe des Jahres wendet sich Jule ihrem Studienfreund Daniel zu, doch so richtig glücklich wird sie mit ihm nicht. Als sie in der Zeitung lesen muss, dass Max’ großer Traum von Hollywood geplatzt ist, will sie ihn besuchen. Wieder ist es Advent, doch sie findet einen betrunkenen Mann vor, der nicht nur seinen Traum, sondern auch komplett den Halt verloren hat. Als er erfährt, dass sich Jule mit Daniel verlobt hat, macht er ihr auf der Party eine Szene, woraufhin Daniel klar sieht und sich von Jule trennt. Max indessen hat „nichts besseres zu tun“, als mit Jules bester Freundin Lexa zu schlafen. Trotz dieser Enttäuschung lässt Jule Max mit seinen Problemen nicht allein. Die kommenden Wochen verbringen sie zusammen bei Rosi und Walter, damit Max wieder Ordnung in sein Leben bekommt. Es scheint alles gut, als plötzlich Lexa auftaucht und Max mitteilt, dass sie schwanger sei. Max bleibt nichts anders übrig als sich seiner Verantwortung zu stellen und Jule wieder zu verlassen.
Es vergehen weitere zwei Jahre und Jules Großeltern beschließen ihren lang gehegten Wunsch einer Reise nach Thailand zu verwirklichen. Das bedeutet, dass Jule diesen Advent und ihren Geburtstag allein verbringen muss. So beschließt sie endlich mal wieder mit ihren alten Freunden zu feiern, doch als ihr dort auch Max begegnet, hält sie es nicht mehr aus und läuft davon. Lexa geht ihr nach, um sie zu trösten. Beide reden miteinander und Jule erfährt, dass die Lexa und Max gar nicht mehr zusammen sind. Max würde sich lediglich um seinen Sohn kümmern und deshalb regelmäßig vorbeikommen. Als Jule an ihrem Geburtstag zum Elbufer geht und um vier ihr Handywecker klingelt, trifft sie hier auf Max, der ebenfalls an den Ort gekommen ist, an dem sie sich zum ersten Mal begegneten, und lächelt sie an. Nach vier Jahren mit Höhen und Tiefen finden die beiden endlich das gemeinsame Glück.

## Hintergrund
Realisiert wurde der Liebesfilm von der Relevant Film Produktionsgesellschaft im Auftrag des ZDF. Als Produzentin agierte Heike Wiehle-Timm, die Redaktion im ZDF lag bei Berit Teschner. Die Dreharbeiten zu Ein Lächeln nachts um vier fanden vom 21. Februar bis 24. März 2017 vornehnmlich in und um Hamburg statt, darunter der Kirchplatz von St. Markus im Stadtteil in Hoheluft-Ost. Fünf Tage wurde ferner im Ortsteil Königreich der Gemeinde Jork im Alten Land im niedersächsischen Landkreis Stade gefilmt, wo das Gros der Szenen auf den Ländereien des Harmshofes entstand. Nach Aussage Belitskis hatten Besetzung und Crew während der Dreharbeiten maßgeblich mit Stürmen und Regen zu kämpfen.
Die Musik zum Film steuerte Komponist Micki Meuser bei. Zu den Weihnachtsliedern, die im Laufe des Films zu hören sind, gehören „I’ll Be Home for Christmas“ und „Merry Christmas, Happy Holidays“ von Pentatonix, Wham!s „Last Christmas“, Charles Browns „Please Come Home for Christmas“, Katie Meluas „Have Yourself a Merry Little Christmas“, „Only You“ von Kylie Minogue und James Corden sowie „Happy Xmas (War Is Over)“ der Plastic Ono Band. Des Weiteren werden die Lieder „Happy Birthday“ von Stevie Wonder, „Your Woman“ von White Town und „Uptown Funk“ von Mark Ronson und Bruno Mars eingespielt.

## Rezeption

### Kritiken

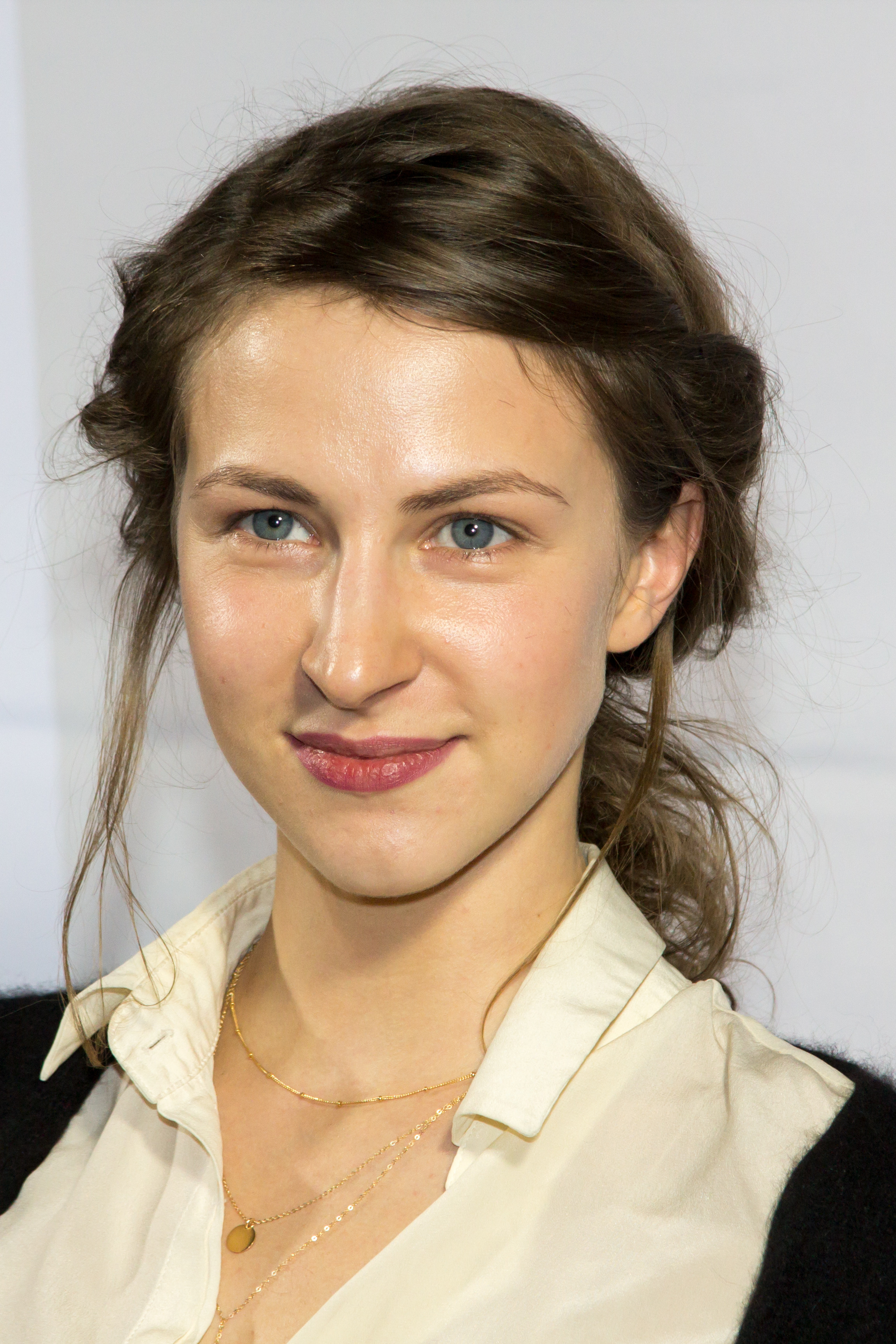
Hauptdarstellerin Natalia Belitski erhielt positive Kritiken für ihr Spiel.

Julian Miller von Quotenmeter wertete: „Ein schöner, unaufgeregter, ein bisschen kitschiger, aber stilsicher erzählter Weihnachtsfilm [...] für die frohen Festtage“. Er schrieb weiterhin: „Vieles, was man dem Herzkino sonst vorwerfen mag, will man hier nicht so recht anbringen. Doch das liegt nicht nur an weihnachtlicher Träumerei und einer etwaigen allgemeinen Sanftheit und Nachsicht zum Jahreswechsel, sondern auch an der sehr liebevollen Zeichnung der Haupt- und Nebenfiguren, die nichts Holzschnittartiges oder Stereotypes haben. Man spürt, dass die Autoren viel Freude an ihren Charakteren hatten und eine im Kern glaubhafte, berührende und bewegende Geschichte erzählen wollten, die auch bei jenen Zuschauern auf Widerhall stoßen kann, die sonst inhaltlich ambitionierte Stoffe bevorzugen, sofern sie sich diesem Film mit offenem Herzen nähern können.“
Rainer Tittelbach von Tittelbach.tv bezeichnete Ein Lächeln nachts um vier als „Liebesdramödie“ und eine „der im Jahr 2017 besonders raren Herzkino-Ausreißer nach oben“. Die Produktion sei „ein ‚ehrlicher‘ Liebesfilm mit ernsthaftem Kern, der wertneutral dem verzweifelten ‚Pursuit of Happiness‘ des jungen Paares das Glück der Großelterngeneration gegenübergestellt. Die Autoren umgehen die romantischen Klischees, indem sie sich nicht im Allgemeinen verlieren, sondern immer das Individuelle, das Besondere suchen: Das fängt bei den Figuren an, setzt sich noch deutlicher bei der Top-Besetzung fort und auch filmisch zeigt Regisseur Ruzicka trotz Schneeflocken aus dem Rechner, dass sich Gefühle auch ohne Herzkino-Ästhetik nachhaltig vermitteln lassen. Man vermisst nicht mal das echte Schnee-Winter-Feeling.“
„Natalia Belitski und August Wittgenstein ziehen als vorweihnachtliches Liebespaar überraschend flott vom Leder, was von den etwas älteren Herrschaften Cornelia Froboess und Tilo Prückner als Lichter-Freak von vornherein zu erwarten war“, resümierte Hans Czerny von der Fernsehzeitschrift Prisma. Hamburg sehe „mit seinen Backstein-Fassaden aus wie New York, und auf der Tonspur swingt es „I’ll Be Home for Christmas“. Was will man mehr“. Das Fernsehmagazin rtv befand, Kosmann zaubere „eine ebenso unkonventionelle wie komplexe Liebesgeschichte, die zu keiner Zeit unrealistisch wirkt. Im Gegenteil: Zwischen dem üblichen Pilcher-Lindström-Fforde-Herzkino-Kitsch sticht Jan Ruzickas Ein Lächeln nachts um vier mit erfrischender Ehrlichkeit hervor. Natalia Belitski und August Wittgenstein geben ein glaubhaftes Pärchen ab, bei dem die Chemie genauso stimmig ist, wie ihre lange Suche nach dem richtigen Weg“.
Filmdienst nannte die Produktion eine „romantische (Fernseh-)Liebeskomödie mit Anleihen bei Harry und Sally, die weitgehend sympathisch und kitschfrei das Wunder der perfekten Beziehung zelebriert“. Ähnlich urteilte auch die Zeitschrift Cinema: „Man kennt es aus Filmen wie Harry und Sally [...] Kitschfrei ist das nie, auch die Melodramatik kommt nicht zu kurz, aber der umwerfende Charme Belitskis und einige freche Seitenhiebe gegen die Spießigkeit junger Besserverdiener-Eltern machen's sehenswert“. Elmar Krekeler, Feuilleton-Redakteur bei Die Welt bezeichnete Ein Lächeln nachts um vier als „die einzig relevante RomCom des Jahres“.

### Einschaltquoten
Das ZDF strahlte Ein Lächeln nachts um vier am Sonntag, 10. Dezember 2017, im Rahmen der Reihe Herzkino aus. Mit 5,35 Millionen Zuschauern war der Spielfilm nach Tatort: Dein Name sei Harbinger die zweitmeistgesehene Sendung zur Hauptsendezeit beim Gesamtpublikum. Der Marktanteil lag bei 14,6 Prozent. In der werberelevanten Zielgruppe der 14- bis 49-Jährigen belief sich der Marktanteil wiederum auf 8,2 Prozent.

## Verweise
- Ein Lächeln nachts um vier in der ZDF-Mediathek. Video (88 Min.), abrufbar bis 17. November 2025
- Ein Lächeln nachts um vier Presseportal des ZDF
- Ein Lächeln nachts um vier bei IMDb